# Promising Young Woman
Promising Young Woman er en amerikansk komediefilm fra 2020, skrevet og instrueret af Emerald Fennell i sin debut som spillefilmsinstruktør. Den har Carey Mulligan i hovedrollen som en kvinde der vil hævne hendes bedste vens død, som var et voldtægtsoffer.
Bo Burnham, Alison Brie, Clancy Brown, Jennifer Coolidge, Laverne Cox og Connie Britton er også på rollelisten.
Filmen havde verdenspremiere den 25. januar 2020 på Sundance Film Festival. og fik biografpremiere i USA den 25. december 2020. I Danmark får filmen biografpremiere den 6. maj 2021.
Filmen blev nomineret til 5 Oscarstatuetter inklusive Bedste film, bedste instruktør og bedste kvindelige hovedrolle (Mulligan), og vandt en Oscar for bedste originale manuskript.

## Produktion
Emerald Fennell udtænkte filmens koncept i 2017, og solgte manuskriptet til Margot Robbies produktionsfirma LuckyChap Entertainment, efter at have pitchet åbningsscenen.
I januar 2019 blev det annonceret at Carey Mulligan skulle spille hovedrollen i filmen og at den skulle instrueres af Fennell.
I marts 2019 kom Bo Burnham, Alison Brie, Connie Britton, Adam Brody, Jennifer Coolidge, Laverne Cox, Max Greenfield, Christopher Mintz-Plasse, Sam Richardson og Molly Shannon på rollelisten.
Og Angela Zhou og Clancy Brown blev tilføjet i april. Filmoptagelserne begyndte i Los Angeles den 26. marts 2019, og varede i 23 dage.